# Col des Quatre Chemins
Der Col des Quatre Chemins ist ein 338 Meter hoher Gebirgspass in den französischen Seealpen. Er befindet sich in der Region Provence-Alpes-Côte d’Azur im Département Hautes-Alpes und stellt die Kreuzung aus M2564 und M33 dar. Er verbindet die Gemeinden Nizza und Villefranche-sur-Mer.

## Auffahrten
Die Westauffahrt von Nizza ist 5,5 Kilometer lang und weist eine durchschnittliche Steigung von 5,8 % auf. Vom Stadtteil Saint-Roch geht es auf der M2564 zunächst um das Observatoire de la Côte d'Azur, wobei die Straße auf den ersten dreieinhalb Kilometern mit rund 7 % ansteigt. Im Anschluss flacht die Straße zusehends ab.
Eine mögliche Auffahrt von Villefranche-sur-Mer führt über die M33, wobei dazwischen die M6007 befahren werden muss. Die Auffahrt führt vorbei an der Villa Leopolda und weist auf einer Länge 4,1 eine Durchschnittssteigung von 6,3 % auf.

## Radsport
In der näheren Vergangenheit löste der Col des Quatre Chemins den Col d’Èze als Schlussanstieg bei dem Etappenrennen Paris–Nizza ab, das jährlich im Frühjahr ausgetragen wird. Dies liegt daran, dass die durchschnittliche Steigung des Col des Quatre Chemins etwas steiler ist und die Distanz von der Passhöhe nach Nizza geringer ist. Seit dem Jahr 2022 wird zudem eine steilere Auffahrt über den Boulevard des 2 Corniches und Chemin du Vinaigrier gewählt, die auf einer Länge von 3,6 Kilometern eine durchschnittliche Steigung von 8,8 % aufweist und Rampen von bis zu 16 % beinhaltet. Nachdem es in den Jahren 2022 und 2023 nach der neuen Auffahrt weiter auf den Col d’Èze ging, erreichten die Fahrer im Jahr 2024 bereits auf dem Col des Quatre Chemins die Kuppe und nahmen auf der M33 die Abfahrt nach Nizza in Angriff.

### Tour de France
Der Col des Quatre Chemins wurde bereits vor dem Ersten Weltkrieg von der Tour de France überquert. Dabei stellt er jedoch stets den unteren Abschnitt des höheren Col d’Èze dar. Im Jahr 1939 wurde er erstmals unabhängig vom Col d’Èze in der frühen Rennphase der 13. Etappe nach dem Start in Monaco befahren. Auf der Kuppe wurde jedoch keine Bergwertung abgenommen.
Im Jahr 2020 stellte der Col des Quatre Chemins die Schlusssteigung der 2. Etappe dar, die kurz darauf in Nizza zu Ende ging. Im Anstieg setzten sich mit Adam Yates, Julian Alaphilippe und Marc Hirschi drei Fahrer vom Hauptfeld ab. Auf der Kuppe wurde erneut keine Bergwertung ausgefahren, dafür 8, 5 und 2 Bonussekunden vergeben. Adam Yates führte über die Passhöhe, ehe Julian Alaphilippe die Etappe gewann und das Gelbe Trikot übernahm.
Bei der Tour de France 2024 soll das Abschlusszeitfahren der 21. Etappe über den Col des Quatre Chemins führen, die Passhöhe wird nach der Abfahrt vom Col d’Èze erreicht, ehe die Fahrer von der breiten M2564 auf die schmalere M33 abbiegen.